# 将国のアルタイル嵬伝 嶌国のスバル
『将国のアルタイル嵬伝 嶌国のスバル』（しょうこくのアルタイルがいでん とうこくのスバル）は、原作：小林裕和、作画：カトウチカによる日本の漫画作品。監修を担当するカトウコトノによる漫画作品『将国のアルタイル』のスピンオフ作品。
『将国のアルタイル』で言及された「極東の小国」日薙嶌国を舞台に、征服された国土を取り戻す武士たちを描いている。『将国のアルタイル』の時系列上ではトルキエ暦77年/帝国暦453年から物語が開始する。

## あらすじ
皇暦1492年/大秦暦301年、ルメリアナ大陸東端の巨大国家・大秦国によって日薙嶌国は征服され、日薙皇家は断絶した。それから10年後の大秦暦311年、大秦の属領となった日薙の国土は破壊され、日薙人は奴隷として使役されていた。かつて日薙皇家の親衛隊長を務めた速布叉は、日薙皇家の唯一の生き残りである皇太子の帰参と再起の機会を待つように仲間を説得していたが、10年に及ぶ奴隷としての日々に疲れ果て希望を失いかけていた。そこに、皇太子・楠昴皇子が姿を現し、日薙再興の兵を挙げる。楠昴皇子は蜂起から2日で大秦軍の砦を攻略して士気を上げるが、速布叉は楠昴皇子が偽物の少女であることを知る。少女は「死んだ皇子の遺命として国を再興する」と語り、速布叉は再興の刻まで皇子を演じきることを条件に協力を約束する。
楠昴皇子は攻略した砦を放棄し、大秦に恭順した「降」の眞弓代の元に向かい弾薬を確保し、速布叉たちと共に第六州北浦開拓地を攻略する。事態を知った第四州軍の兆京室は討伐軍を率いて第六州に出陣するが、楠昴皇子の軍略によって敗北し、撤退中に軍勢は壊滅してしまう。第四州を攻略した楠昴皇子はトルキエ将国の商人イルハンに命じて大秦商人から食糧を買い集め、食料の枯渇した第五州も攻略する。皇暦1503年/大秦暦312年、大秦領日薙を統治する炎陶は「日薙将国」を建国して大秦からの独立を宣言する。炎陶は大秦の討伐軍に備えるため楠昴皇子と会談を行い、大秦軍を迎え撃つための同盟締結を提案する。楠昴皇子は日薙将国の従属下に入ることを拒否するが、炎陶が将国・嶌国の連名で大秦に反旗を翻したことを知り、主従ではなく対等な同盟「大日薙」を締結する。
炎陶の弟・炎馬を総大将とする大秦軍が第二州に襲来し、大日薙は大秦軍を上陸前に攻撃して優勢となる。しかし、兆京室の裏切りによって大日薙の軍勢は混乱し、楠昴皇子と炎陶は首都・金都に撤退する。上陸した炎馬は兆京室を軍師として迎え入れ、金都へと進軍する。

## 登場人物

### 大日薙

#### 日薙嶌国
楠昴皇子（くすのきすばる の みこ）
本作の主人公。日薙嶌国第98代君主・皐鳳大皇（さつきおおとり の おおきみ）の息子で、日薙皇太子。敗戦時に速比古と入れ替わり難を逃れ、紅那岐ら女官と共に行方をくらましていた。
戦後10年の間に薨去しており、遺命を受けた少女が「楠昴皇子」として日薙再興の兵を挙げた。優れた戦略眼を持ち大秦軍を翻弄し、諸国の文化にも造詣が深いため、秘密を知る速布叉と女官たち以外からは本物の皇子だと信じられている。
明浪速布叉（あけなみ の はやぶさ）
近衛府大将（皇家親衛隊長）。東弓の名手として知られ、その武名は大秦軍からも恐れられていた。また、浄天眼の持ち主でもあり遠距離射撃を得意とするほか、その能力で楠昴皇子の正体を見破った。
息子・速比古（はやひこ）がいたが、楠昴皇子を逃がすために身代わりとなり処刑されている。
紅那岐（くなぎ）
後宮内侍司尚侍。女官たちのまとめ役で、楠昴皇子の正体を知る人物の一人。常に笑顔を絶やさないが、辛辣な物言いが多い。また、弓の使い手でもある。
長柄戌比古（ながら の いぬひこ）
速布叉と共に奴隷となっていた青年武士。感情に任せた言動が多く、速布叉にたしなめられている。
武内乃擂亥（たけのうち のすり）
速布叉と共に奴隷となっていた巨体の武士。速布叉に憧れ、東弓の撃ち手になることを望んでいる。大秦軍に寝返った兆京室に巨梓磨を渡さぬため、巨梓磨ごと自爆する。
幡頭弋（ばとう）
筒鍛。東弓鍛冶の生き残りで、大秦軍の命令で東弓を製造させられていたが、耄碌した振りをして完成品と不良品をすり替えて反撃の用意をしていた。
眞弓代（まゆしろ）
碓万郷の郷長。「降」の一人だが、楠昴皇子の決起のために恭順する振りをしながら蜂起の準備を進めていた。
有葩（あるはな）
第六州軍の房張坊に仕える女性。房から暴力を受けていたが、北浦市場での戦闘の際に仲間と共に彼を殺し、楠昴皇子から新しい郷・風早郷の郷長に選ばれる。
イルハン
トルキエ将国の商人。交易のため張巳青の元を訪れていたが、そこで楠昴皇子の蜂起に巻き込まれてしまい、そのまま彼らに協力することになる。

#### 日薙将国（大秦領日薙）
炎陶（イェン・タオ）
大秦領日薙を統治する大将軍。かつては大秦国の皇太子だったが、大秦暦299年に「皇帝に呪詛をかけた」と濡れ衣を着せられ皇太子位を廃される。その際に日薙を領土として求め、占領後に日薙の統治権を与えられる。
「西方狂い」と呼ばれるほどにルメリアナ大陸西方に関心を抱き、トルキエの政治・軍事体制を模倣した統治体制を敷いている。日薙で大秦に代わる新国家の建国を目指している。
シャウラ
トルキエ将国の女商人。陶の側に従う愛人で、歯に衣着せぬ物言いで彼に接している。
尹昌許（イン・チャンシュ）
日薙総督府「耳目」の長官。炎陶の密偵として各地の情報収集を行っている。
杏碑林（シン・ベイリン）
日薙総督府第四州軍萬人長。兆京室を補佐する女軍人。日薙軍との戦いから撤退する際、兆を逃がすため身代わりとなり戦死する。
張巳青（チャン・スーチン）
日薙総督府第四州軍仟人長。耶備古のたたら製鉄を監督している。戦争での武士の戦いぶりに恐怖し、その腹いせに日薙人を虐げていたが、楠昴皇子の蜂起の際に速布叉に射殺される。
洪富平（ホン・フーピン）
日薙総督府第四州軍仟人長。磐牟路の駐屯軍指揮官であり、東弓の製造を任されている。楠昴皇子の計略で砦が壊滅し、速布叉に射殺される。
房張坊（ファン・ヂャンファン）
日薙総督府第六州軍仟人長。陶が敷いた独自の軍制に不満を抱いており、日薙でしか通用しない「仟人長」の肩書で呼ばれることを嫌い、大秦本国の肩書である「軍指揮使」と呼ばせている。北浦市場で戌比古たちに襲撃された際に、有葩たちに殺される。
吴石楼（ウー・シーロウ）
日薙総督府第四州軍佰人長。賄賂が横行する大秦本国の現状を憂いており、実力主義の陶を慕っている。陶から授かったトルキエ式の戦法で戌比古たちを追い詰めるが、速布叉の東弓隊に射殺される。

### 大秦国
戴華帝（ダイファディ）
大秦国皇帝で、陶の父。実力主義者である陶の価値観を受け入れられず、その存在を忌避して陶の皇太子位を廃する。
炎馬（イェン・マア）
大秦国次太子で、陶の弟。兄の廃太子により皇太子となる。
兆京室（ジャオ・ジンシー）
日薙総督府第四州軍を束ねる将軍。常に飄々とした態度をとるが、軍人として優れた才能を有している。
楠昴皇子に敗れ萬人長に降格されたものの、炎陶から大秦軍迎撃の指揮を任されるが、部隊を引き連れて炎馬に恭順する。
安陽寿（アン・ヤンショウ）
大秦国侍衛親率指揮使。炎馬の補佐役。

## 用語
大日薙（だいくさなぎ）
日薙嶌国と日薙将国の間で締結された軍事同盟。日薙将国の独立宣言により大秦からの侵攻に備えるため、炎陶が提唱した。炎陶は、トルキエ将国と四将国の「大トルキエ体制」を模した主従関係を企図していたが、楠昴皇子が拒否したため対等な関係での同盟が締結された。
日薙嶌国（くさなぎとうこく）
ルメリアナ大陸東端にある島国、大日薙の締結後は島の北半分を領土としている。1,500年前に建国され、豊かな国土と地下資源の恩恵を受け繁栄したが、皐鳳大皇の崩御に乗じた大秦の侵攻を受け、皇暦1492年に征服される。占領後、15人の皇族が処刑され日薙皇家は断絶し、国土は大秦による乱開発により荒廃した。日薙人は奴隷として酷使され、大秦人から「薙奴（ヂーヌー）」の蔑称で呼ばれている。
「武士（もののふ）」と呼ばれる精強な兵力が存在し、大秦軍60万人の内28万人を討ち取り大秦兵に恐怖を抱かせた。また、優れた製鉄技術を持ち、日薙製の刀剣はルメリアナ大陸西方のエスパーダやバルトライン帝国の製造する刀剣よりも高い品質を誇る。
日薙将国（くさなぎしょうこく）
日薙嶌国を滅ぼした後、「大秦領日薙」として日薙総督府の統治下に置かれた。炎陶によってトルキエの統治体制を模倣し、行政を司る「局」や密偵組織「耳目（アルムー）」、大将軍を頂点にした実力主義の軍制が敷かれている。日薙を六つの州に分け、各州を将軍たちの中でも優秀な「六将軍」が統治している。大日薙の締結後は島の南半分を領土としている。
大秦国（チニリこく）
ルメリアナ大陸東端にある大国。農業や畜産を基幹産業としており、領土の拡大を図って日薙に侵攻する。日薙征服後は領土の拡大を止め繁栄を享受しており、民衆が嗜好品を用いるなど生活水準も向上している。
東弓（あずまゆみ/シャルクヤイ）
日薙で製造された火縄銃。雷のような轟音を響かせ敵を射抜く兵器で、大秦軍の中には音を聞いただけで恐怖を感じる者も多い。現存した東弓は敗戦とともに破却され製法も消失したため、日薙の鍛冶師にしか製造出来ない。日薙滅亡前に77張の東弓が大陸西方のムズラク将国に流入しており、トルキエ内乱の際に使用されている（内乱終結後に破却された）。

## 書誌情報
- 小林裕和（原作）・カトウコトノ（監修）・カトウチカ（作画）『将国のアルタイル嵬伝 嶌国のスバル』講談社〈シリウスKC〉、全7巻
  1. 2017年1月17日発売[4]、ISBN 978-4-06-390676-9
  2. 2017年6月23日発売[4]、ISBN 978-4-06-390716-2
  3. 2017年12月8日発売[4]、ISBN 978-4-06-510314-2
  4. 2018年3月9日発売[4]、ISBN 978-4-06-511048-5
  5. 2018年7月9日発売[4]、ISBN 978-4-06-511947-1
  6. 2019年2月8日発売[4]、ISBN 978-4-06-514508-1
  7. 2019年9月9日発売[4]、ISBN 978-4-06-516477-8